# Moiazza
La Moiazza è una montagna delle Alpi, appartenente alle Dolomiti Agordine.
La cime più alte sono la Moiazza sud e la Cima delle Sasse (2.878 m).

## Descrizione
Le sue assolate pareti meridionali sono molto frequentate per l'ottima esposizione, la relativa brevità delle vie, gli avvicinamenti gradevoli.
Da notare anche le enormi pareti del versante ovest, che arrivano a 900 metri di altezza sul Castello delle Nevere.
Il Castello delle Nevere, una parete alta 850 metri, fu salito la prima volta da Alfonso Vinci, Paolo Riva e Camillo Giumelli il 18-19 agosto del 1936 per la parete ovest con una via allora valutata di sesto grado.
Molti itinerari solcano colatoi, diedri, fessure e pareti: Penasa, Lise, Decima, Soldà, Galiazzo, Bonetti, Benvegnu, Santomaso, De Nardin, Massarotto, Bonato sono solo alcuni dei molti alpinisti che qui hanno tracciato le loro vie.
Molto nota è l'impegnativa Via ferrata Costantini, che dai pressi del rifugio Carestiato, con mille metri di dislivello arriva in cima alla Moiazza, percorrendo la Cresta delle Masenade, per poi scendere la Val dei Cantoi.
Sono presenti due bivacchi non custoditi, il Ghedini alla Forcella delle Nevere, e il Grisetti nel Vant de Moiazza. Sul Col dei Pass, alla base delle pareti meridionali, sorge il rifugio Carestiato.

## Le cime
- Pala del Camp
- Tridente
- Torri del Camp
- Cima delle Nevere
- Campanile dei Zoldani
- Cimon dei Zoldani
- Castello delle Nevere
- Moiazza Sud
- Cresta delle Masenade
- Pala del Bo
- Pala del Belìa
- Croda Paola
- Croda Spiza
- Campanile dei Pass
- Torre Iolanda
- Figlio della Iolanda
- Pala della Gigia
- Moiazza Nord
- Cima delle Sasse
- Cima di Nali
- Moiazzetta della Grava
- Sass del Duran
- Pilastro della Cima del Duran

## Galleria d'immagini

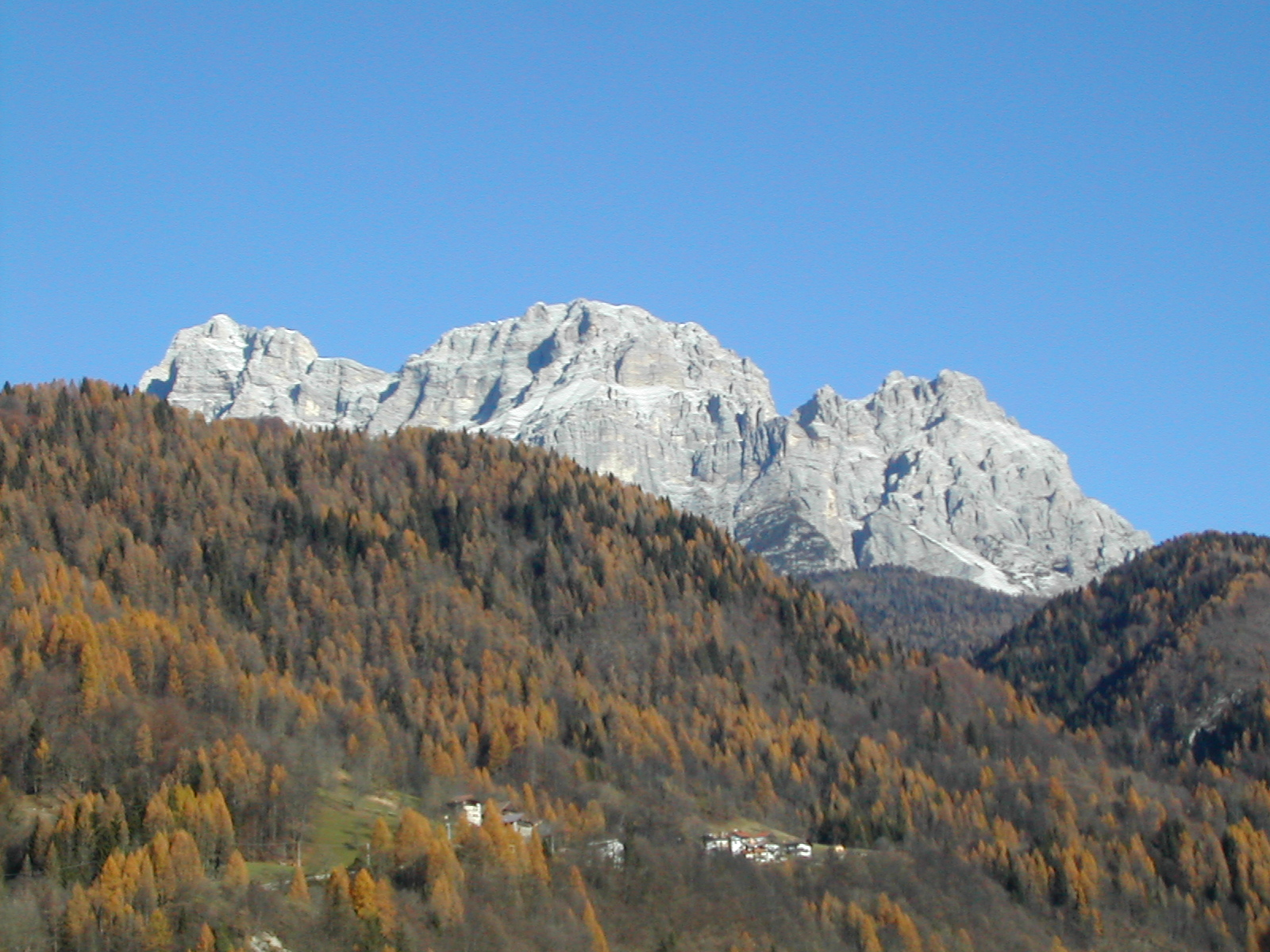
La Moiazza
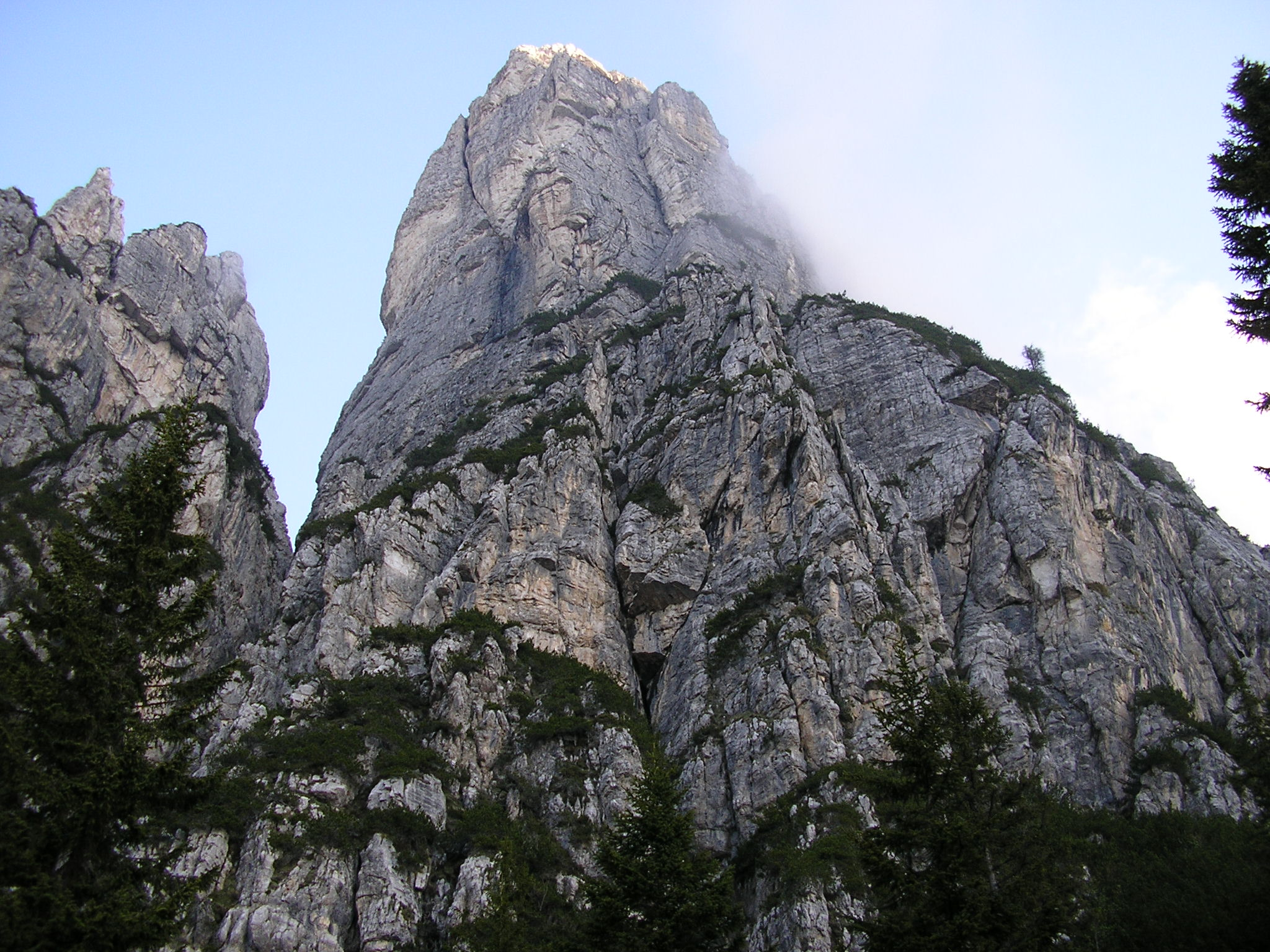
La prima Torre del Camp, 400 metri solcati dalla via De Nardin
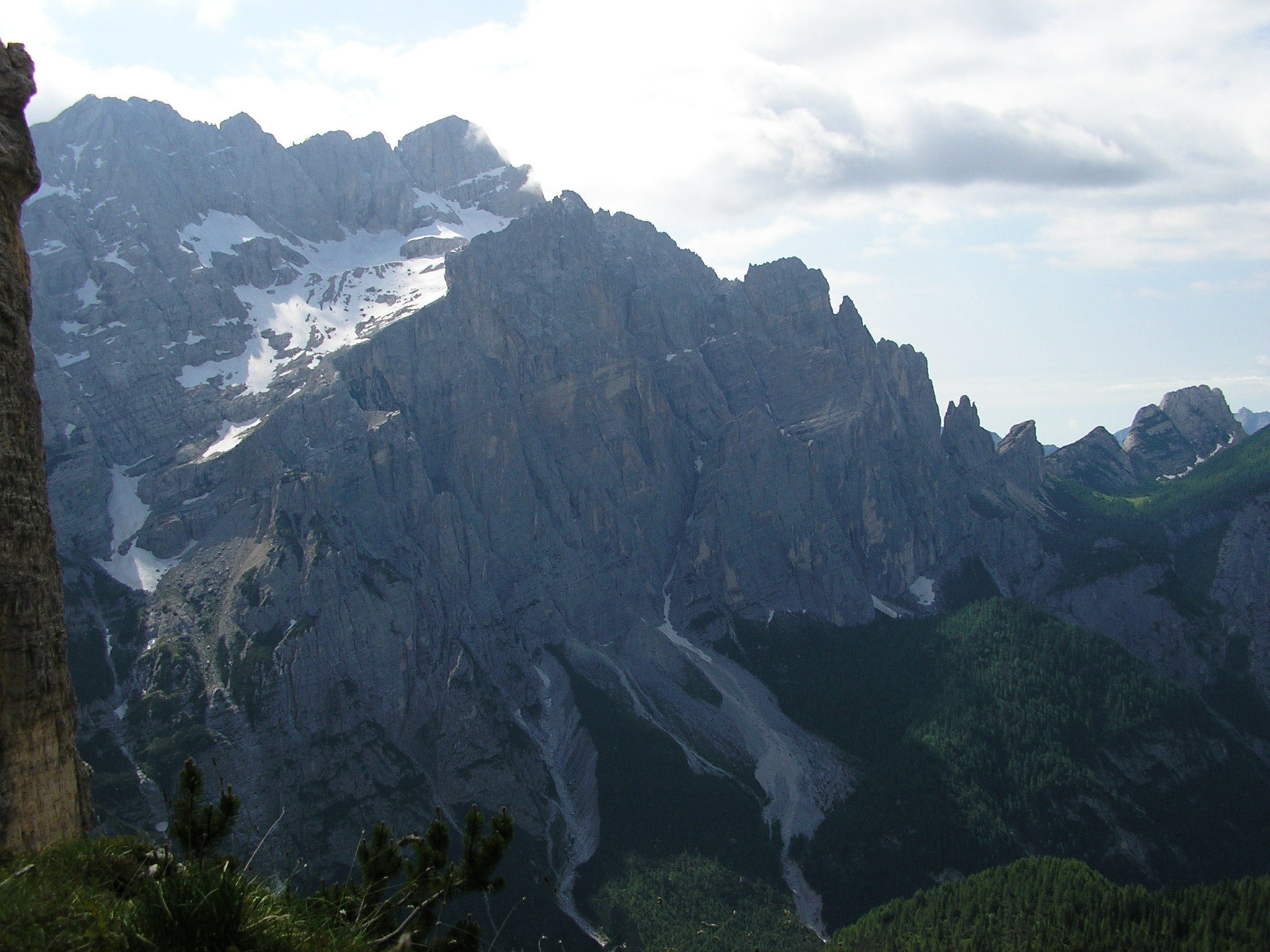
Il versante ovest dalla Val delle Mede, e la parete del Castello delle Nevere
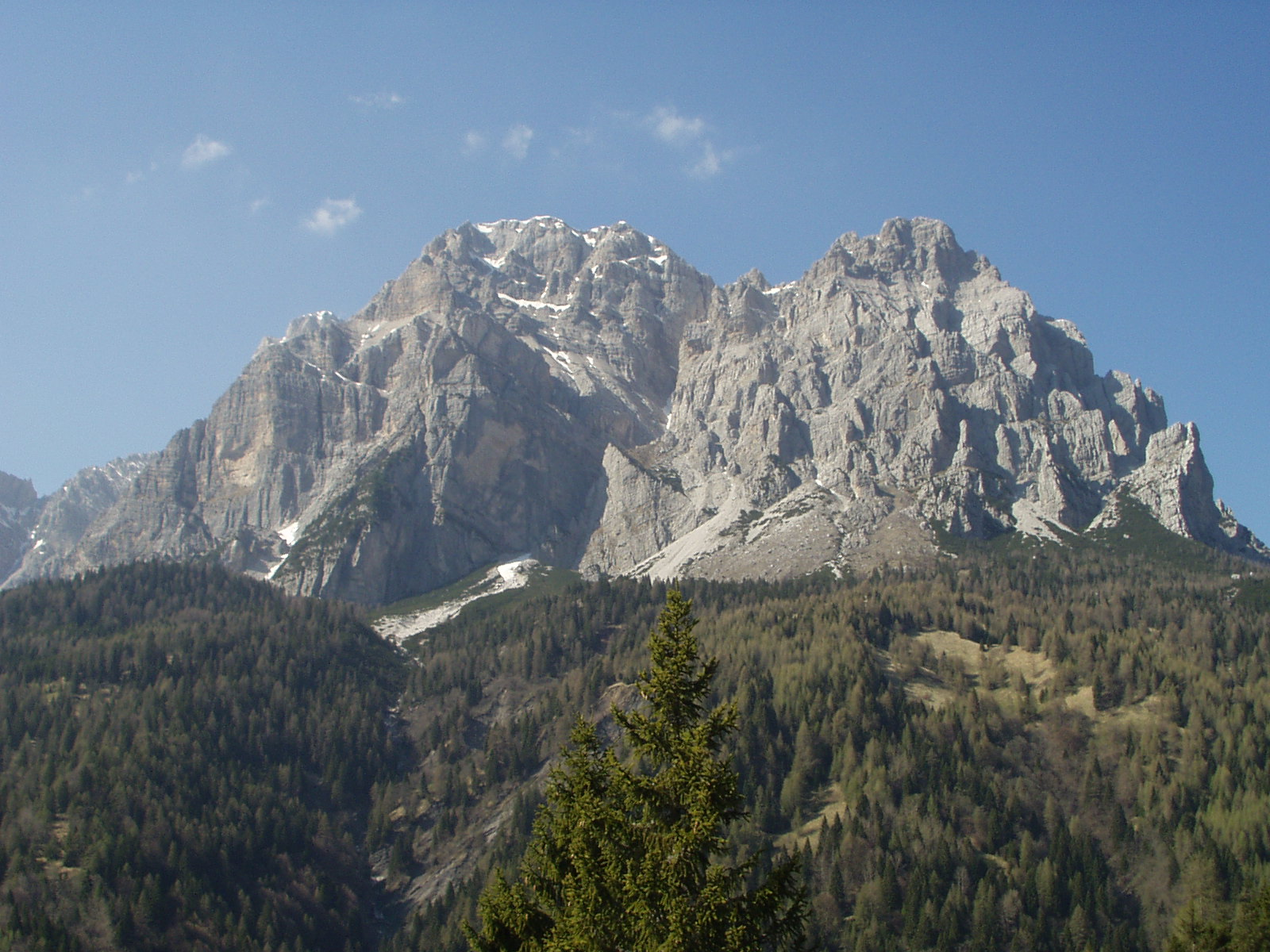
La Moiazza da sud
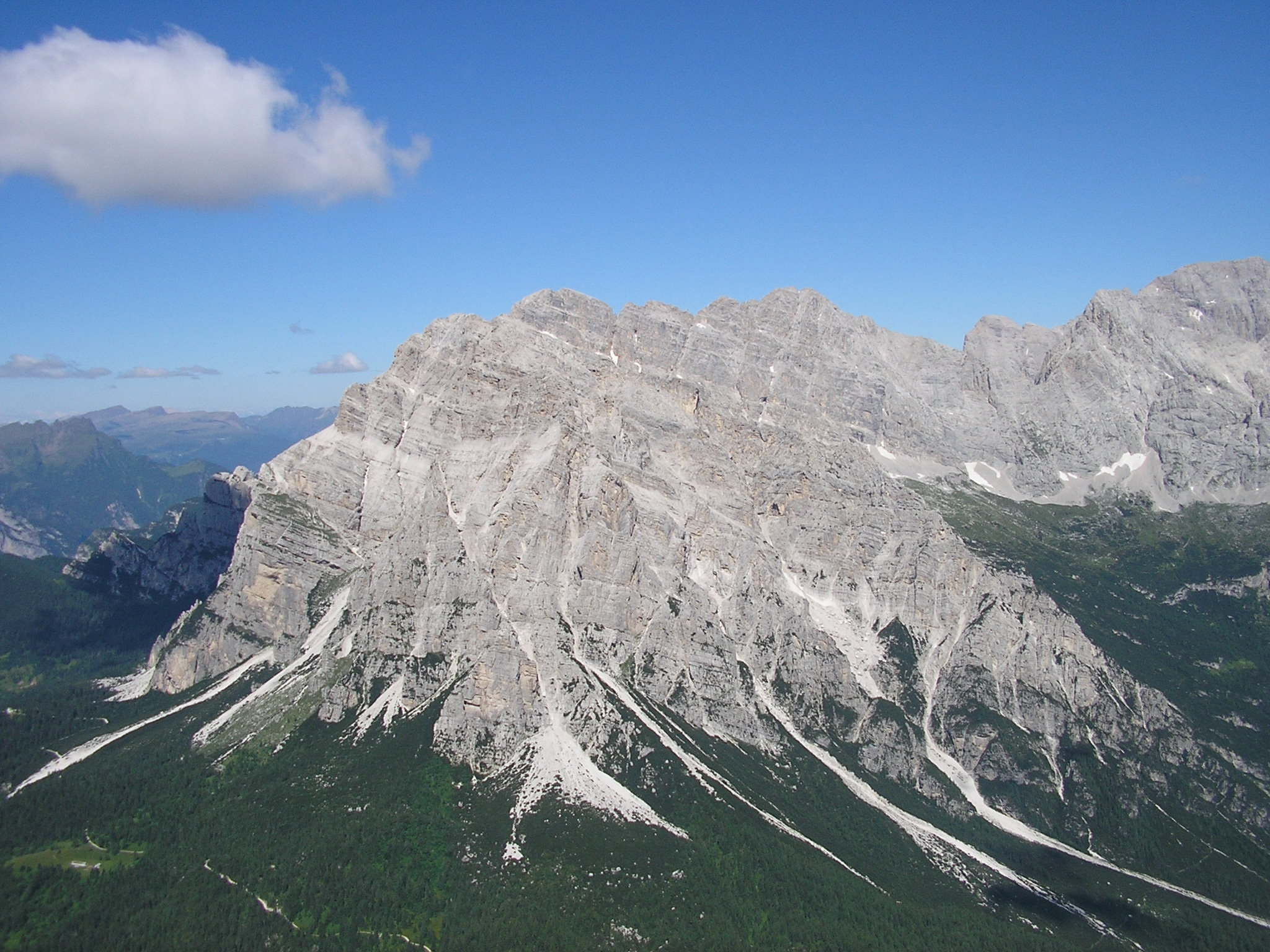
La Moiazza dal San Sebastiano